# Doc Powell
Doc Powell amerikai dzsesszgitáros.

## Pályafutása
Wilson Pickett – akinek zenésztársa volt – őt és Luther Vandrosst választotta zenei rendezőjének is több, mint egy évtizede. Olyan neves zenészekkel is dolgozott, mint Stevie Wonder, Bob James, Grover Washington, Jr., Aretha Franklin, Quincy Jones és Teddy Pendergrass.
Powell debütáló albuma, a Love Is Where It's At (1987) Grammy-díj jelölést kapott a legjobb R&B instrumentális kategóriában a Marvin Gaye What's Going On című dalának feldolgozásáért. Érdemei közé tartozik a The Five Heartbeats és a Down and Out in Beverly Hills című játékfilmek zenéje is.

## Albumok
- Love Is Where It's At (1987)
- The Doctor (1992)
- Laid Back (1996)
- Inner City Blues (1996)
- Don't Let the Smooth Jazz Fool Ya (1997)
- I Claim The Victory (1999)
- Life Changes (2001)
- 97th and Columbus (2003)
- Cool Like That (2004)
- Doc Powell (2006)

## Filmek
- Doc Powell az IMDb-n

## Díjak
- 1987: Grammy-díj jelölt